# 837
| [ Edytuj tabelę ]          |                                                              |
| Król Anglii                | - 825 Egbert 839                                             |
| Hrabia Aragonii            | - 809 Aznar I 839                                            |
| Król Asturii               | - 791 Alfons II 842                                          |
| Hrabia Barcelony           | - 836 Bernard 844                                            |
| Cesarz Bizancjum           | - 829 Teofil 842                                             |
| Chan Bułgarii              | - 836 Presjan 852                                            |
| Cesarz Chin                | - 826 Tang Wenzong 840                                       |
| Król Franków wschodnich    | - 814 Ludwik I Pobożny 840                                   |
| Cesarz Japonii             | - 833 Ninmyō 850                                             |
| Kalif                      | - 833 Al-Mutasim 842                                         |
| Król Khmerów               | - 802 Dżajawarman II 850                                     |
| Patriarcha Konstantynopola | - 836 Jan VII Gramatyk 843                                   |
| Król Mercji                | - 830 Wiglaf 840                                             |
| Król Nawarry               | - 824 Inigo Arista 851                                       |
| Król Nortumbrii            | - 808 Eanred 840                                             |
| Książę Obodrzyców          | - 826 Gostomysł 844                                          |
| Papież                     | - 827 Grzegorz IV 844                                        |
| Cesarz rzymski             | - 814 Ludwik I Pobożny 840 - 817 Lotar I 855                 |
| Doża Wenecji               | - 829 Giovanni I Partecipazio 837 - 837 Pietro Tradonico 864 |
| Książę wielkomorawski      | - 820 Mojmir I 846                                           |

Rok 837 / DCCCXXXVII
stulecia: VIII wiek ~
IX wiek ~
X wiek

lata: 827 «
832 «
833 «
834 «
835 «
836 «
837
» 838
» 839
» 840
» 841
» 842
» 847

## Wydarzenia
- 10 kwietnia – według obliczeń astronomów Kometa Halleya minęła Ziemię w najbliższej dotychczas odległości (około 5,8 mln km).

- Na wybrzeża państwa Franków po raz pierwszy napadli wikingowie. Silne wojska zebrane przez Ludwika I Pobożnego zmusiły ich jednak do odwrotu.

## Urodzili się
- Ethelred I (data przybliżona), anglosaski król Wesseksu w latach 865-871
- Hamid ibn al-Abbas, urzędnik Kalifatu Abbasydzkiego, który pełnił funkcję wezyra w latach 918-923

## Zmarli
- Giovanni I Partecipazio, doża Wenecji

## Zdarzenia astronomiczne
- widoczna kometa Halleya.